# 并胸腹节
并胸腹节（propodeum，propodeon）是膜翅目细腰亚目昆虫（例如黄蜂、蜜蜂以及蚂蚁等）腹部第一腹节向前与胸部合并的特征。并胸腹节上有一对气门，后部明显缩小，在关节后连接昆虫的腹部，形成细腰亚目昆虫典型的外形特征。
英语或拉丁语 propodeum 源自古希腊语 πρό 及 πόδιον。